# Françoise Bostoen
Françoise Bostoen (Roeselare, 2 maart 1963) was een Belgisch model en Miss België in 1983.

## Biografie
Françoise Bostoen is afkomstig uit de Stationsdreef in Roeselare. Ze is de dochter van Erik en Christiane Vanbeselaere. Zij studeerde voor hostess. In 1982 nam ze deel aan de wedstrijd ‘Mannequin 1982’ in de Roeselaarse Expohallen. Ze won die wedstrijd waarna ze zich liet inschrijven voor Miss België. Op 27 mei 1983 won ze die schoonheidswedstrijd. De blonde Françoise Bostoen was de eerste West-Vlaamse die de titel van ‘Miss België’ mocht dragen. 
Bostoen zag haar titel als een opstap naar een carrière als model. Later dat jaar werd ze nog achtste op de verkiezing van Miss World, wat het beste resultaat tot dan toe was voor een Belgische en nadien werd ze nog vierde in Miss Europa. Op 25 februari 1984 werd ze Miss Benelux.
Tijdens haar Missjaar leerde Bostoen de Oostenrijkse voetballer Richard Niederbacher kennen. Hij speelde dan nog bij SV Waregem. Ze verloofden zich en huwden in september 1984 toen hij al voor Paris Saint-Germain speelde. Ze volgde hem nadien naar Frankrijk en Oostenrijk.